# Râul Bulerca
Râul Bulerca este un curs de apă, afluent al râului Ursu. 

## Hărți
- Harta Județului Buzău